# Pastor Vega
Pastor Vega Torres (nació en La Habana, Cuba, el 12 de febrero de 1940 y falleció en junio del 2005 en La Habana), director de cine y de teatro. Fue integrante de la academia Teatro Estudio, que dirigían Vicente y Raquel Revuelta. Desde 1960 se vincula al ICAIC como asistente de dirección. En 1961, abandona Teatro Estudio y se dedica por completo al cine. Fue fundador, en 1979, del Festival Internacional del Nuevo Cine Latinoamericano de La Habana siendo además su director en las primeras doce ediciones. Fundó, igualmente, la Escuela Internacional de Cine y Televisión de San Antonio de los Baños.
Como director, uno de sus largometrajes de ficción más destacados fue Retrato de Teresa, estrenado en 1979, que contaría con una gran actuación de Daisy Granados (reconocida con varios premios) y una gran acogida del público y de la crítica; este largometraje recibiría varios premios, entre ellos, la Mención especial del Jurado en el IX Festival Internacional de Cine de Huelva y el premio India Catalina de Oro en el Festival Internacional de Cine de Cartagena, Colombia. Igualmente, fue muy popular el largometraje Las profecías de Amanda, merecedor del premio al Mejor Film en el Festival de Cine de Cremona, Italia.

## Filmografía
- La Guerra (1961) - Documental
- Alicia en los países maravillosos (1962) - Documental
- Oportunidades (1963) - Documental
- Hombres del cañaveral (1965) - Documental
- En la noche (1965) - Ficción
- La familia de un hombre (1966) - Documental
- Los mejores (1966) - Documental
- La canción del turista (1967) - Documental
- De la guerra americana (1969) - Ficción
- ¡Viva la República! (1972) - Documental
- La Quinta Frontera (1974) - Documental
- No somos turistas (1974) - Documental
- Retrato de Teresa (1979) - Ficción
- Habanera (1984) - Ficción
- Amor en campo minado (1987) - Ficción
- En el aire (1989) - Ficción
- Vidas paralelas (1993) - Ficción
- Entrevista con el asesino (1994) - Ficción
- Las profecías de Amanda (1999) - Ficción
- Juegos de odio (2002) - Ficción